# Einar Hedegart
Einar Hedegart (* 8. November 2001) ist ein norwegischer Biathlet und Skilangläufer. Er wurde 2023 Biathlon-Juniorenweltmeister und gab im selben Jahr sein Debüt im Weltcup. 2024 gab er sein Debüt im Skilanglauf-Weltcup und erreichte auf dieser Ebene im März 2025 einen Podestplatz.

## Sportliche Laufbahn
Seinen ersten offiziellen Wettkampf bestritt Einar Hedegart bei den nationalen Juniorenmeisterschaften im Skilanglauf 2018, wo er über zehn Kilometer bei gut 600 Startern Rang 129 erreichte. Im folgenden Jahr erreichte er bei einem weiteren Juniorenbewerb Rang 15 von 161 Athleten, internationale Teilnahmen blieben aufgrund von Verletzungen zunächst aus. Im Alter von 21 Jahren bestritt der Norweger bei den Juniorenweltmeisterschaften 2023 in Schtschutschinsk schließlich seine ersten internationalen Wettkämpfe im Biathlon und gewann auf Anhieb Silber in Einzel und Verfolgung sowie mit Trym Gerhardsen, Martin Nevland und Isak Frey die Goldmedaille im Staffelbewerb. Somit wurde der Norweger zum erfolgreichsten Athleten der WM gekürt und durfte beim Saisonfinale in Oslo seinen ersten Weltcupauftritt feiern. Im Sprint traf Hedegart alle Scheiben und sammelte als 28. sofort Weltcuppunkte, einen weiteren Punkt ergatterte er mit dem 40. Platz in der Verfolgung. Im Winter 2023/24 konnte er sich nicht für internationale Einsätze qualifizieren. Er bestritt seine Wettkämpfe im Norgescup und durfte im Sprint der Europameisterschaften starten, schloss diesen allerdings nur als 77. der 128 Starter ab.
Im November 2024 bestritt Hedegart im Skilanglauf einige FIS-Rennen, wovon er in Gålå einen gewinnen konnte. Ohne im Winter einen Wettkampf im Scandinavian Cup bestritten zu haben, gab er kurz darauf als Teil der nationalen Gruppe beim Wochenende in Lillehammer sein Debüt im Skilanglauf-Weltcup. Dabei startete er über zehn Kilometer in der freien Technik und belegte beim Sieg Martin Løwstrøm Nyengets zeitgleich mit Mika Vermeulen den achten Platz. Im weiteren Saisonverlauf wechselte der Norweger mehrfach zwischen beiden Sportarten und gewann im Februar zwei weitere FIS-Rennen. Beim saisonschließenden Weltcupwochenende in Oslo war er schließlich wieder Teil der nationalen Gruppe, lief mit der frühen Startnummer acht erneut die 10 Kilometer Freistil, und schloss den Wettkampf mit 5,2 Sekunden Rückstand auf Harald Østberg Amundsen überraschend als Zweiter ab. Dabei ließ er unter anderem Johannes Høsflot Klæbo hinter sich. Ende März 2025 nahm Hedegart schließlich auch an den nationalen Meisterschaften im Biathlon teil und ließ eine weitere Überraschung folgen, da er dank 18 von 20 Treffern und einer starken Schlussrunde den Massenstart für sich entscheiden konnte. Kurz darauf gab er bekannt, sich in Zukunft auf den Biathlonsport fokussieren und keine professionellen Wettkämpfe im Skilanglauf mehr bestreiten zu wollen.

## Statistiken

### Biathlon

#### Weltcupplatzierungen
Die Tabelle zeigt alle Platzierungen (je nach Austragungsjahr einschließlich Olympische Spiele und Weltmeisterschaften).
- 1.–3. Platz: Anzahl der Podiumsplatzierungen
- Top 10: Anzahl der Platzierungen unter den ersten zehn (einschließlich Podium)
- Punkteränge: Anzahl der Platzierungen innerhalb der Punkteränge (einschließlich Podium und Top 10)
- Starts: Anzahl gelaufener Rennen in der jeweiligen Disziplin
- Staffel: inklusive Mixed- und Single-Mixed-Staffeln

| Platzierung               | Einzel | Sprint | Verfolgung | Massenstart | Staffel | Gesamt |
| ------------------------- | ------ | ------ | ---------- | ----------- | ------- | ------ |
| 1. Platz                  |        |        |            |             |         |        |
| 2. Platz                  |        |        |            |             |         |        |
| 3. Platz                  |        |        |            |             |         |        |
| Top 10                    |        |        |            |             |         |        |
| Punkteränge               |        | 1      | 1          |             |         | 2      |
| Starts                    |        | 1      | 1          |             |         | 2      |
| Stand: Saisonende 2022/23 |        |        |            |             |         |        |

### Juniorenweltmeisterschaften
Ergebnisse bei den Juniorenweltmeisterschaften:
| Weltmeisterschaften | Weltmeisterschaften | Einzelwettbewerbe | Einzelwettbewerbe | Einzelwettbewerbe | Staffelwettbewerbe | Staffelwettbewerbe |
| Jahr                | Ort                 | Einzel            | Sprint            | Verfolgung        | Herrenstaffel      | Mixedstaffel       |
| ------------------- | ------------------- | ----------------- | ----------------- | ----------------- | ------------------ | ------------------ |
| 2023                | Schtschutschinsk    | 2.                | 4.                | 2.                | 1.                 | –                  |